# Ethel Grandin
Ethel Grandin est une actrice américaine née le 3 mars 1894 à New York et décédée à Woodland Hills (Californie) le 28 septembre 1988.
Elle fut l'épouse du réalisateur Ray C. Smallwood (1887-1964) de 1912 à la mort de celui-ci en 1964, dont elle eut un fils en 1913.

## Filmographie partielle
- 1911 : The Aggressor de Thomas H. Ince et George Loane Tucker
- 1911 : Behind the Times
- 1911 : The Toss of a Coin
- 1911 : By the House That Jack Built
- 1911 : A Biting Business
- 1911 : Uncle's Visit de Thomas H. Ince
- 1911 : Cowgirls' Pranks
- 1911 : Bar Z's New Cook
- 1912 : The Colonel's Peril
- 1912 : Sundered Ties
- 1912 : The Deserter
- 1912 : Blazing the Trail
- 1912 : The Invaders
- 1912 : The Crisis
- 1912 : His Message
- 1912 : His Double Life
- 1912 : Love and Jealousy
- 1912 : The Colonel's Ward
- 1912 : The Doctor's Double
- 1912 : Blood Will Tell de Thomas H. Ince
- 1912 : The Gambler and the Girl
- 1912 : Broncho Bill's Love Affair
- 1912 : The Reckoning
- 1912 : An Indian Legend
- 1912 : The Kid and the Sleuth
- 1912 : A Tenderfoot's Revenge
- 1912 : The Ranch Girl's Love
- 1912 : The Deputy's Sweetheart
- 1912 : War on the Plains
- 1912 : Le Désert (The Desert) de Thomas H. Ince
- 1912 : A Soldier's Honor
- 1912 : The Garrison Triangle
- 1912 : The Lieutenant's Last Fight
- 1912 : The Sergeant's Boy
- 1912 : The Prospector's Daughter
- 1912 : The Law of the West
- 1913 : A Bluegrass Romance
- 1913 : The Mosaic Law
- 1913 : When Lincoln Paid
- 1913 : The Coward's Atonement
- 1913 : A Black Conspiracy de Walter Edwards
- 1913 : A Frontier Wife
- 1913 : Texas Kelly at Bay
- 1913 : A House Divided
- 1913 : With Lee in Virginia
- 1913 : Pure Gold and Dross
- 1913 : A Black Conspiracy
- 1913 : The Way of a Mother
- 1913 : The Toll of War
- 1913 : The Spell
- 1913 : The Flame in the Ashes
- 1913 : The Tale of a Fish
- 1913 : The Gold Mesh Bag
- 1913 : The Shells
- 1913 : The Manicure
- 1913 : The Fatal Verdict
- 1913 : None But the Brave Deserve the --?
- 1913 : The Miser's Son
- 1913 : The Bachelor Girls' Club
- 1913 : Borrowed Gold
- 1913 : Wynona's Vengeance
- 1913 : Commerce d'Âmes (Traffic in souls)
- 1913 : Love vs. Law
- 1913 : King the Detective in the Jarvis Case
- 1916 : The Crimson Stain Mystery
- 1917 : The Little Rebel's Sacrifice
- 1922 : L'Audace et l'Habit (A Tailor-Made Man) de Joseph De Grasse